# Катастрофа Fairchild F-27 в Педро-Бэе
Катастрофа Fairchild F-27 в Педро-Бэе — авиационная катастрофа, произошедшая утром в понедельник 2 декабря 1968 года у озера Илиамна и ставшая одной из крупнейших в истории Аляски. Пассажирский самолёт Fairchild F-27B авиакомпании Wien Consolidated Airlines заходил на посадку в аэропорт Илиамна, когда, пролетая близ местности Педро-Бэй, он на глазах нескольких очевидцев разрушился посреди ясного неба, после чего рухнул на берегу озера Фоксис. Жертвами этого происшествия стали 39 человек.

## Самолёт
Потерпевший катастрофу Fairchild F-27 с регистрационным номером N4905 (заводской — 049) был выпущен 20 апреля 1959 года, а 30 апреля поступил к заказчику — американской авиакомпании Northern Consolidated Airlines (17 июля 1968 года была преобразована в Wien Consolidated Airlines). Был оборудован двумя турбовинтовыми двигателями Rolls-Royce Dart 514-7E. Общая наработка борта N4215 на момент последней проверки составляла 17 194,49 лётных часа.
Максимальный допустимый взлётный вес самолёта был 40 500 фунтов (18 370 кг), а центровка — в пределах от 20 до 38 % САХ.

## Экипаж
Экипаж самолёта состоял из двух пилотов и одной стюардессы:
- Командир воздушного судна — 37-летний Милфорд Д. Стэнли (англ. Milford D. Stanley), работавший в авиакомпании с момента её образования. Имел лицензию пилота многомоторных самолётов, 19 апреля 1960 года получил классификацию на тип Fairchild F-27/FH-227, а 17 октября 1960 года был повышен до командира. Его общий налёт составлял 10 557 часов, в том числе 5357 часов на Fairchild F-27. Последнюю проверку полёта по данному маршруту проходил 19 октября 1968 года.
- Второй пилот — 44-летний Джерри Т. Свендгард (англ. Jerry T. Svendgard). Имел лицензию пилота одно- и многомоторных самолётов, 22 июня 1967 года получил классификацию на тип Fairchild F-27/FH-227, а 13 июля 1967 года был повышен до второго пилота. Его общий налёт составлял 12 087 часов.
- Стюардесса — Салли Ламар (англ. Sally Lamar).

## Катастрофа
В то утро самолёт выполнял внутренний пассажирский рейс WC-055 по маршруту Анкоридж — Илиамна — Биг-Маунтин — Кинг-Салмон — Диллингхем. Всего на борту находились 36 пассажиров, 3 члена экипажа и 6052 фунта (2745 кг) топлива. Общий вес авиалайнера был оценён в 39 206 фунтов (17 784 кг), а центровка — 32 % САХ, что находилось в пределах допустимого. К моменту происшествия по расчётам было сожжено 1300 фунтов (590 кг) авиакеросина и 50 фунтов (23 кг) раствора метанола, то есть вес самолёта уже составлял 37 856 фунтов (17 171 кг). В 08:46 рейс 55 вылетел из Анкориджского аэропорта и направился к первой промежуточной остановке — Илиамне. Полёт в соответствии с планом проходил по правилам полётов по приборам на эшелоне 16 000 футов (4900 м).
Небо над заливом Аляска и прилегающих к нему территориях в это время было во власти циклона, центр которого находился на 120 миль (190 км) южнее мыса Святого Ильи. Также в этом циклоне наблюдалась вытянутая с северо-востока на юго-запад зона очень низкого давления, которая в эту ночь успела пройти Илиамну и к утру находилась уже к востоку от города. В самой Илиамне по данным на 07:57 было ясное небо, видимость 15 миль (24 км), температура воздуха −11 °F (−24 °C), точка росы −23 °F (−31 °C), ветер 270° (западный) 18 узлов и с порывами до 22 узлов, над озером ледяной туман.
Полёт проходил в нормальном режиме на фактической высоте 16 200 футов (4900 м) и с воздушной скоростью 180 узлов. В 09:25:29,5 второй пилот запросил разрешение выполнять подход к аэропорту Илиамна. Задержавшись, в 09:26 диспетчер это разрешение дал. Однако больше экипаж на связь уже не выходил. По данным бортового самописца, рейс 55 начал снижаться с вертикальной скоростью примерно 975 футов (297 м) в минуту, разогнавшись постепенно до 215 узлов. Пролетая в районе Педро-Бэя, лайнер достиг высоты 11 650 футов (3550 м), когда на глазах очевидцев у него при ясном небе за крылом неожиданно появился огненный шар и густой чёрный дым, а затем были видны отделившиеся куски. Пролетев по инерции ещё немного вперёд, самолёт в 09:31:42, вращаясь, помчался вниз с вертикальной скоростью 4100 футов (1200 м) в минуту, а приборная скорость всего за 14 секунд достигла 315 узлов. Согласно речевому самописцу, один из пилотов успел только сказать на это: Думаю, у нас проблемы. В 09:32:32 на высоте около 4700 футов (1400 м) и при скорости 260 узлов запись на самописцах обрывается. Примерно в 09:36 «Фэирчайлд» врезался в землю на южном берегу озера Фоксис (англ. Foxies Lake) в точке с координатами 59°46′17″ с. ш. 154°08′28″ з. д. (высота около 220 футов (67 м)). Все 39 человек на борту погибли.

## Расследование

### Изучение обломков
Значительная часть самолёта, упавшая у озера Фоксис и на удалении 23 морские мили (43 км) от аэропорта назначения, содержала фюзеляж, центроплан и часть левого крыла. Часть обломков оказалась разбросана в вытянутой с востока на запад зоне длиной ½—1 миля (1—1½ км) и шириной 1200—1500 футов (360—460 м). Среди отделившихся частей были найдены киль, часть левого элерона, оба руля высоты, части левого крыла и значительная часть левой силовой установки. Правое крыло вместе с правой силовой установкой, горизонтальное хвостовое оперение, триммер руля направления, кожух и воздушный винт левой силовой установки найти не удалось.
Хвостовое оперение разрушилось от боковых изгибающих нагрузок по направлению вращения по часовой стрелке; усталостных трещин в конструкции стабилизаторов найдено не было. Левый двигатель оторвало от крыла из-за разрушения креплений вследствие больших перегрузок; усталостных трещин в его конструкции также не было.
Так как правое крыло найти не удалось, следователи стали более внимательно изучать левое. После проведения рентгенографии следователи убрали панель для заправки топливом и обнаружили там трещины. Этот фрагмент вырезали и отправили в лабораторию, где установили, что в этом районе имелось пять трещин усталостного характера. Анализ записей о периодических проверках выявил, что трещины в этой части крыла были обнаружены в октябре 1967 года, а после появились новые. Проверка уцелевшей части правого крыла показала, что разрушение произошло как раз в районе панели заправки, где удалось найти признаки усталостной трещины, вытянутой примерно на 3 дюйма (76,2000000 мм) в обе стороны. Отделившись, правое крыло упало в озеро Илиамна и затонуло на большой глубине; попытки найти его оказались безуспешными.
Фрагменты обломков крыльев отправили в Вашингтон, где пришли к выводу, что усталостные трещины возникли в крепёжных отверстиях дверцы доступа к топливной панели. Усталостные трещины всех четырёх крепёжных отверстий соединились, после чего через эту дверцу произошло разрушение.
На основании этих выводов Национальный совет по безопасности на транспорте отправил рекомендацию в Федеральное управление гражданской авиации США, чтобы на всех Fairchild F-27 с наработкой от 5000 лётных часов и выше провели инспекционные проверки. На основании этой рекомендации проверили в общей сложности 59 самолётов восьми авиакомпаний, и в результате на восьми машинах нашли в общей сложности 13 усталостных трещин длиной от ¼ до 3 дюймов (от ½ до 8 см). Причём в некоторых случаях эти трещины не наблюдались на рентгенограммах, но их можно было увидеть с помощью средств неразрушающего контроля, включая нанесённые краской метки. Кроме того, выявились случаи, когда находили и устраняли одну усталостную трещину, а рядом оставалась другая, даже если о наличии этой другой трещины было известно.
Были проведены расчёты, чтобы выяснить, какую перегрузку может выдержать крыло, в котором имеются такие усталостные трещины. Согласно расчётам, выполненных фирмой Fairchild Aircraft, при таком же весе и воздушной скорости, как у разбившегося самолёта, и таких же трещинах, крыло разрушится при положительных перегрузках примерно 5—7g. В октябре 1968 года были проведены дополнительные расчёты с учётом веса топлива в крыльевых баках, согласно которым крыло разрушилось при перегрузках от 4,5g.

### Погода в регионе
Согласно прогнозу, в районе Илиамны ожидались хорошие погодные условия, в том числе умеренные ветра и ясное небо. Но катастрофа произошла в районе залива Педро, где погодные условия были уже другие. Местные жители рассказывали, что при ясном небе дули сильные ветра, скорости которых составляли от 25 до 60 узлов. Причём некоторые отметили, что ветра дули от гор с севера и запада. Проведённые замеры показали, что вплоть до высоты 18 000 футов (5500 м) ветер в этом районе был примерно одинаков по направлению и скорости: 300—320° 39 узлов.
Местный пилот из Илиамны на самолёте Cessna 180 уточнял с неба расположение обломков, когда при полёте между Илиамной и местом происшествия столкнулся с мощной турбулентностью, из-за чего даже сбросил скорость почти до 40 миль/ч (64 км/ч) и несколько выпустил закрылки. На подходе к горе Педро у её северо-северо-западного склона появилась также сильная болтанка. А пролетев на высоте 1500 футов (460 м) близ вершины и вокруг неё, пилот почувствовал, как самолёт в одной точке перестал реагировать на команды, продолжая лететь сам по себе. Всё это наблюдалось примерно в 10:00—10:15, а скорость ветра была оценена в 45—50 узлов с усилениями у горы Педро, небо ясное, но над водой стелился туман. Как рассказал пилот, он всю жизнь прожил в этом регионе, но ни разу не сталкивался с такой сильной турбулентностью.
Дал показания и пилот самолёта Douglas DC-3, который также выполнял полёт из Анкориджа в Илиамну, но относительно рейса 55 его маршрут пролегал восточнее и чуть южнее, время вылета из Анкориджа — 12:37. В 60 морских милях (111 км) от Илиамны он отменил полёт по приборам и направился к Илиамне через Педро-Бэй на высоте 8500 футов (2600 м). Проходя район происшествия DC-3 с выпущенными шасси, начал выполнять снижение. Восходящие воздушные воздушные потоки здесь были достаточно сильны, чтобы поддерживать самолёт на высоте 7000 футов (2100 м), но когда пилот попытался опуститься ниже, то столкнулся с сильной турбулентностью, из-за которой на высоте 6700 футов (2000 м) решил прекратить снижение. Причём турбулентность была настолько сильной, что пришлось использовать полный ход элеронов и на 75 % руль высоты, чтобы сохранять положение. Минимальная высота, до которой опускался DC-3 — 6500 футов (2000 м), так как пилот уже не хотел рисковать снижаться ещё ниже. Время пролёта Педро-Бэя было оценено в 14:00, а судя по поверхности воды, у земли дули мощные северо-восточные ветра со скоростями от 50 узлов, тогда как у Илиамны дул уже гораздо более слабый западный ветер. Выполняя повторный заход, DC-3 через 40 минут пролетел этот район ещё на 5 миль (8,0 км) южнее на высоте уже 9000 футов (2700 м), но на сей раз восходящие воздушные потоки здесь были очень мощные, поэтому высоту удерживать было трудно.
Военный лётчик, который пролетел данный район в 12:40 на высоте 1500—2500 футов, сообщил, что несколько раз испытал удары турбулентности, при этом акселерометр показывал перегрузки от −2 g до +2 g.
Эти показания противоречили официальному прогнозу погоды, поэтому следователи привлекли независимого консультанта, чтобы он на основе имеющихся данных составил свой прогноз погоды в районе происшествия. Консультант сообщил, что этот район оказался под влиянием энергичного оттока арктических воздушных масс, которые объединялись в западной части Аляски примерно на 180 морских миль (330 км) северней Педро-Бэя. Движение этих масс в данном регионе началось ещё ночью, а скорость ветров достигала 60 узлов. Педро-Бэя эти воздушные массы достигли примерно к 06:00. С учётом рельефа и сдвига ветра эквивалентная скорость ветров у данного поселения могла достигать 96—110 узлов, а на высотах 2000—4000 футов (600—1200 м) был северо-западный ветер со скоростью 70—80 узлов.
Такие высокие скорости ветров можно объяснить особенностями расположения Педро-Бэя, находящегося между горных хребтов Нутсон (англ. Knutson Mountain) и Педро (англ. Pedro Mountain), в результате чего в этом «коридоре» сформировалась мощная воздушная волна шириной 5 морских миль (8 км), наибольшая турбулентность в которой находилась на высоте 2000—3000 футов (600—900 м). Отсутствие облаков на небе не позволяло своевременно распознать эти завихрения и воздушные волны, а потому для пилотов попадание в зону опасных перегрузок было полной неожиданностью.

## Причины
1. Вес и балансировка самолёта при вылете и на момент катастрофы были в пределах установленного.
2. Пилоты работали в соответствии с установленными руководствами по лётной эксплуатации. Нет никаких доказательств, что во время этого полёта были намеренно превышены эксплуатационные ограничения самолёта.
3. И самолёт, и экипаж имели необходимые сертификаты.
4. Экипаж был надлежащим образом квалифицирован и подготовлен для выполнения полёта.
5. Не было найдено никаких доказательств потери трудоспособности экипажа или вмешательства в нормальную эксплуатацию авиалайнера.
6. Не было найдено никаких признаков пожара или взрыва на борту во время полёта. Наблюдаемый очевидцами огненный шар появился при разрушении конструкции и не оставил никаких следов на обломках.
7. Не было никаких отказов системы управления или двигателей до отделения правого крыла.
8. Система автоматически зафлюгировала правый воздушный винт из-за потери крутящего момента двигателя. Автоматического флюгирования левого воздушного винта не произошло из-за конструкции системы.
9. Полученный экипажем прогноз погоды предусматривал пригодные для полёта погодные условия. Никаких признаков тяжёлых погодных условий в прогнозе не содержалось.
10. Экипаж запросил и получил разрешение на снижение и подход к аэропорту Илиамна.
11. Во время снижения на высоте около 11 500 футов (3500 м) самолёт столкнулся с очень сильной и экстремальной по своей природе турбулентностью. Эта турбулентность не прогнозировалась и не была замечена экипажем.
12. При столкновении с турбулентностью произошло разрушение правого крыла в районе ослабления конструкции из-за наличия усталостных трещин.
13. Усталостные трещины в этой части крыла существовали с октября 1967 года. Не имелось никаких записей об этих трещинах, и не предпринималось никаких необходимых мер по восстановлению конструкции крыла.
14. Существующие директивы лётной годности и бюллетени по эксплуатации содержали требования по выполнению проверок с целью обнаружения трещин такого типа, а также инструкции по их устранению.
15. Хотя согласно записям самолёт был пригоден для выполнения полёта, при выполнении рентгенографии конструкции крыльев было установлено, что в обоих крыльях имелись усталостные трещины. Из-за наличия этих трещин самолёт не отвечал действующим директивам лётной годности и фактически не был готов к полёту.

22 июля 1970 года Национальный совет по безопасности на транспорте выпустил итоговый отчёт AAR-70-16, в котором пришёл к мнению, что катастрофа борта N4905 произошла из-за разрушения конструкции при столкновении с очень сильной турбулентностью, которая не прогнозировалась и стала для экипажа полной неожиданностью. Разрушение конструкции произошло в районе правого крыла, которое в некоторой степени было ослаблено уже имеющимися усталостными трещинами.

### Комментарии
1. ↑  Здесь и далее по тексту указано Аляскинское время (AST)